# Impatiens ridleyi
Impatiens ridleyi är en balsaminväxtart som beskrevs av Joseph Dalton Hooker. Impatiens ridleyi ingår i släktet balsaminer, och familjen balsaminväxter. Inga underarter finns listade i Catalogue of Life.